# Euxoa serotina
Euxoa serotina är en fjärilsart som beskrevs av Lafontaine 1976. Euxoa serotina ingår i släktet Euxoa och familjen nattflyn. Inga underarter finns listade i Catalogue of Life.